# Hytale
Hytale war ein angekündigtes Online-Action-Adventure mit Sandbox- und Rollenspiel-Elementen, das frühestens 2025 für Windows und macOS erscheinen sollte. Das von Minecraft inspirierte Spiel wurde am 9. Dezember 2018 erstmals vorgestellt und wurde aufgrund der Bekanntheit der Entwickler, die gleichzeitig Betreiber des weltweit größten Minecraft-Servers Hypixel sind, sowie durch regelmäßige Einblicke in den Entwicklungsprozess in der Spielergemeinde bereits als potenzielles „Minecraft 2.0“ gehandelt sowie mehrfach als viel-erwartetes Spiel ausgezeichnet. Am 23. Juni 2025 wurde jedoch in einem Blogpost angekündigt, dass sich das Studio auflösen werde.

## Spielprinzip
Ähnlich wie Minecraft setzte Hytale auf eine Klötzchengrafik mit abbaubaren Blöcken und Rohstoffen, aus welchen spielrelevante Gegenstände hergestellt werden können sollten, in einer prozedural-generierten Fantasywelt. Das Spiel sollte einen Überlebens- bzw. Abenteuermodus bieten, in dem es darum geht, die Grundbedürfnisse der Spielfigur zu befriedigen und sich gegen Nicht-Spieler-Charaktere durchzusetzen. Das Sandbox-Spiel sollte über eine offene Welt verfügen und im „Orbis“-Modus diverse Elemente eines MMORPG implementieren. Insbesondere sollte es im Unterschied zu Minecraft PvE-Inhalte wie Story-Quests geben.
Des Weiteren war ein Kreativmodus angedacht, in welchem die Welt frei bebaut werden kann, sowie diverse Minispiel-Modi. Teilweise wurden bekannte Minispiele des Hypixel-Servers in Minecraft übernommen, andere sollten neu hinzukommen. Beim Erstellen eigener Minispiele sollte ein mitgelieferter Editor helfen. Ähnliche Unterstützung sollte für die Anpassung der Spielercharakter-Modelle sowie die Erstellung von In-Game-Videos angeboten werden.

## Entwicklung
Die Entwicklung von Hytale als eigenständiges Spiel begann 2015 aus dem Betreiberteam des Minecraft-Mehrspieler-Netzwerks Hypixel heraus. Am 9. Dezember 2018 wurde der Titel erstmals öffentlich angekündigt. Zuständig für die Entwicklung ist das eigens hierfür gegründete Unternehmen Hypixel Studios mit Unterstützung von Riot Games (League of Legends) und anderen erfahrenen Entwicklern, darunter Dennis Fong, Rob Pardo und Peter Levine.
Im April 2020 gab Riot Games bekannt, den Entwickler Hypixel Studios vollständig gekauft zu haben, diesen aber weiterhin selbständig arbeiten zu lassen. Im gleichen Zug wurde eine Veröffentlichung auf das Jahr 2023 verschoben. Durch die Akquise und neue Mittel des Mutterkonzerns konnte der Mitarbeiterstab von Hypixel Studios von 30 auf über 100 Entwickler ausgebaut werden. Im Juli 2022 wurde der Erscheinungstermin erneut um unbestimmte Zeit verschoben. Grund dafür sei die Neuentwicklung der Spiel-Engine in einer plattformunabhängigen Programmiersprache, was später Portierungen auf weitere Plattformen neben dem PC ermöglichen sollte. Das Entwicklerteam von Hytale wurde von den Umstrukturierungen des Mutterkonzerns Riot Games Anfang 2024 ausgenommen.
Am 23. Juni 2025 wurde der Abbruch der Entwicklung bekanntgegeben, da es nicht gelungen sei ein mit den vorhandenen Ressourcen umsetzbares Konzept zu entwickeln. Die technischen Anforderungen erwiesen sich als zu hoch und eine Reduktion des Umfangs hätte das Gesamtwerk beschädigt.

## Rezeption
Aufgrund der Historie der Entwickler und Ähnlichkeit zu Minecraft wird Hytale mitunter als „Minecraft 2.0“ bezeichnet. Von der Community wurde das Spiel mit teils hohen Erwartungen aufgenommen. Ein erster Trailer wurde am 13. Dezember 2018 veröffentlicht und innerhalb eines Monats über 30 Millionen Mal aufgerufen. Das Onlinemagazin Mein MMO nennt Hytale „keine komplett neue Erfindung“, doch verspräche der Titel „Dinge, die Minecraft nicht schafft. Vor allem die Charakter-Individualisierung, Story-Inhalte und generell mehr Funktionen, wie etwa feste Minispiele oder geplante Events in Social-Hubs“ stächen hervor.
Aufgrund der breiten Unterstützung nutzergenerierter Inhalte sowie der festen Einbindung diverser Minispiele wird Hytale auch als Konkurrent der Spieleplattform Roblox gehandelt.
Im September 2019 wurde Hytale bei den 37. Golden Joystick Awards für das meistgewünschte Spiel des Jahres nominiert. Bei den North Ireland Game Awards 2021 gewann Hytale den Preis für das am meisten erwartete Spiel.
Hytale war Titelthema der März-2020-Ausgabe der britischen Videospielzeitschrift Edge, welche einen 13-seitigen Hintergrundbericht aus der Konzept- und Entwicklungsphase des Spiels enthielt.